# Kabinett Dewitz
Das Kabinett Dewitz bildete vom 7. September 1885 bis zum 31. Dezember 1907 die von Großherzog Friedrich Wilhelm II. und seinem Nachfolger Adolf Friedrich V. eingesetzte Landesregierung von Mecklenburg-Strelitz.
| Amt            | Name |
| Staatsminister | Friedrich von Dewitz |
| Staatsräte     | Karl Ludwig Alexander von Arnim, 7. September 1885 – 28. Februar 1892 Wilhelm Georg Friedrich von der Decken, 7. September 1885 – 15. März 1888 Martin Selmer, ab 1. Oktober 1892 Ernst Friedrich Heinrich von Blücher, ab 1. Oktober 1894 Hippolyt Friedrich August von Bülow, ab 1. Juni 1904 Harry Ludewig, ab 1. Oktober 1906 |